# Leonor da Aquitânia
Leonor da Aquitânia (1122 – 1 de abril de 1204), cognominada "Avó da Europa", foi uma das mulheres mais ricas e poderosas da Idade Média, tendo sido Duquesa da Aquitânia e Condessa de Poitiers (1137-1204) por seu próprio direito (suo jure). Ela foi ainda rainha consorte da França (1137-1152), como esposa de Luís VII, e depois da Inglaterra (1154-1189), como esposa de Henrique II, além de ter sido matriarca da dinastia plantageneta, que governou a Inglaterra entre 1154 e 1485. Era a filha mais velha de Guilherme X da Aquitânia, a quem sucedeu em 1137, e de Aenor de Châtellerault.
Leonor foi patrona de figuras literárias importantes como Bernart de Ventadorn, Wace e Benoît de Sainte-Maure, assim como de várias ordens e congregações religiosas católicas como a Abadia de Fontevraud. Liderou exércitos várias vezes durante a sua vida e foi uma das líderes da Segunda Cruzada.
Ao se tornar duquesa de Aquitânia aos quatorze anos, Leonor tornou-se a noiva mais cobiçada da Europa, tendo-se casado, três meses após se tornar duquesa, com o rei Luís VII de França, com quem teve duas filhas. Como Rainha da França, Leonor participou da Segunda Cruzada, viajando até à Terra Santa na liderança do exército da Aquitânia e do Poitou contra as forças do Islã. Após quinze anos como rainha da França, pediu a anulação do seu casamento ao papa Eugênio III, anulação concedida em 21 de março  de 1152, com base na consanguinidade do casal (eram primos em 4.º grau). As suas duas filhas foram declaradas legítimas e a sua custódia foi concedida a Luís, enquanto as terras de Leonor lhe foram devolvidas.
Logo após a anulação, Leonor casou-se com Henrique, Duque da Normandia e Conde de Anjou em 18 de maio de 1152 na Catedral de Poitiers. Dois anos depois, no Natal de 1154, ela e seu marido, agora Henrique II, foram coroados rei e rainha da Inglaterra na Abadia de Westminster, em Londres.
Durante os treze primeiros anos de casados, Henrique e Leonor tiveram oito filhos. Contudo, em 1171 se desentenderam por conta dos casos extraconjugais dele, que acabou por prendê-la em 1173 por ela ter apoiado a revolta de seus filhos Henrique, Ricardo e Godofredo contra ele. Leonor só foi libertada em 6 de julho de 1189, quando o seu marido morreu e seu segundo filho Ricardo Coração de Leão subiu ao trono da Inglaterra.
Como rainha-mãe, Leonor atuou como regente da Inglaterra e Normandia quando Ricardo partiu para a Terceira Cruzada, tendo negociado o resgate deste quando ele foi preso na Áustria.
Quando da ascensão de seu filho João em 1199, Leonor participou de suas últimas batalhas para garantir a sua permanência no trono. E após uma intensa vida de oitenta e dois anos, sendo consecutivamente rainha da França e da Inglaterra, tomou o véu na Abadia de Fontevraud, onde morreu como monja em 1 de abril de 1204.

## Primeiros anos
Leonor nasceu na corte mais literata e culta do seu tempo. O seu avô tinha sido Guilherme IX, o Trovador (1071–1126), um dos primeiros trovadores e poetas vernaculares. Era ainda um homem extremamente culto, que transmitiu o gosto pela aprendizagem ao herdeiro Guilherme X que, por sua vez, ofereceu uma educação excepcional a suas duas filhas. Leonor e Petronila eram fluentes em cerca de oito línguas, aprenderam matemática e astronomia, e discutiam leis e filosofia a par com os doutores da Igreja. Esta educação, excepcional por serem mulheres e em uma época em que a maior parte dos governantes eram analfabetos, permitiu-lhes desenvolver espírito crítico e sagacidade política, útil especialmente a Leonor que haveria de governar ela própria. Guilherme X teve ainda o gosto de envolver sua herdeira nos variados aspectos do governo, levando-a em várias visitas através dos seus territórios.

## Rainha de França

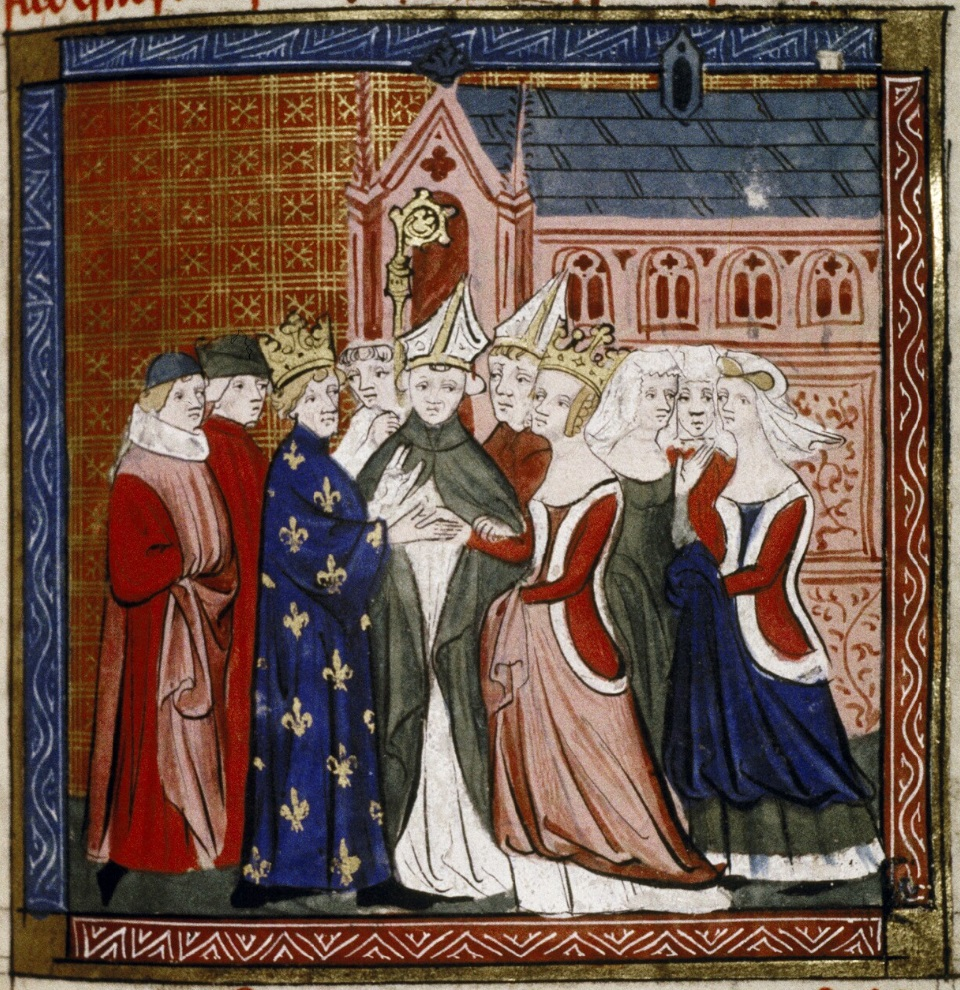
Representação do casamento de Luís VII e Leonor

Em 1130 torna-se a herdeira universal do seu pai depois da morte do seu irmão Guilherme Aigret ainda na infância.
Sete anos depois sucede em todos os títulos de Guilherme X, após a sua morte durante uma peregrinação à catedral de Santiago de Compostela. Como senhora de uma porção substancial do que é atualmente França, Leonor aos 15 anos tornou-se na noiva mais desejada da Europa. O eleito foi o rei Luís VII de França, com quem se casou em 22 de julho de 1137, na Catedral de Bordeaux. Luís, com o casamento, estendeu os seus domínios até aos Pirenéus. Era desejo de Guilherme X, expresso no seu testamento, casar a filha com Luís, o Jovem, filho do rei da França (Luís VI). Em troca oferecia ao rei, como dote, a Aquitânia e Poitou.
Leonor estimulou o marido a participar da Segunda Cruzada. Antes da partida, atuou nos preparativos: promoveu torneios para arrecadar recursos, recolheu doações e, como era costume dos cruzados fazer, foi a todas as abadias pedir a bênção e as preces dos religiosos das ordens. Leonor acompanhou a expedição, assim como outras damas da nobreza, mas ela tinha o estatuto de líder feudal do exército da Aquitânia em pé de igualdade com os outros dirigentes. Segundo as lendas tradicionais, Leonor e as suas aias vestiram-se de Amazonas, num traje que incluía parafernália militar. Esta história é duvidosa, mas de qualquer maneira é histórico que o seu comportamento durante a cruzada foi considerado indecoroso pelo papa.

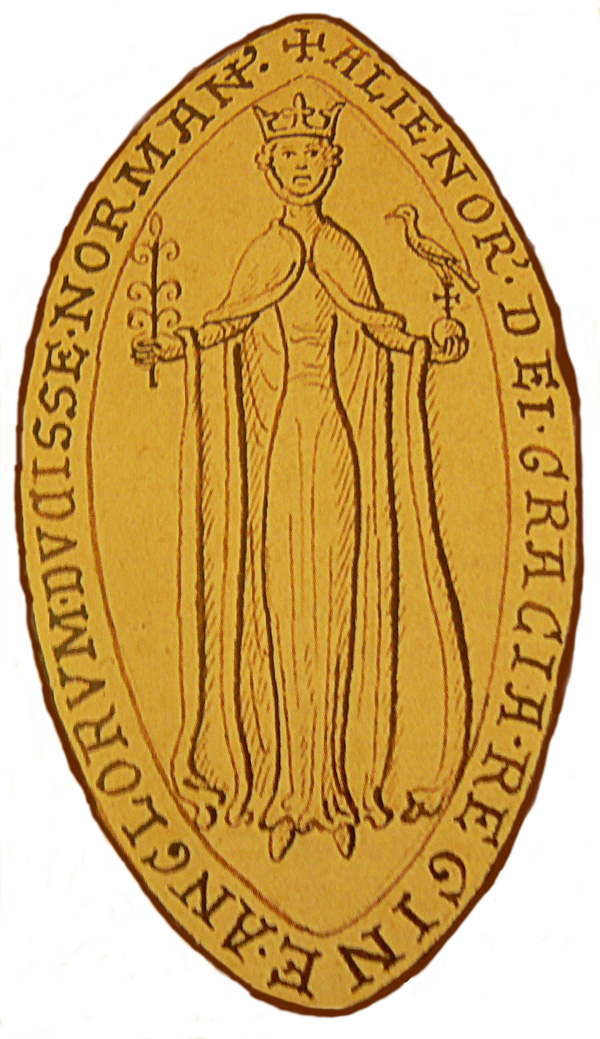
Selo da rainha

Foi durante a expedição que começaram as divergências entre Leonor e Luís. Leonor era favorável à luta pela reconquista do Condado de Edessa, como estratégia de defesa do Principado de Antioquia, estado cruzado sob o domínio do seu tio Raimundo de Poitiers. Luís considerava mais importante alcançar Jerusalém. A discussão resultou numa rebelião dos cavaleiros da Aquitânia, e o exército ficou dividido. Em consequência, Luís VII decidiu atacar Damasco, mas fracassou.
Em 1149, Luís e Leonor regressaram à Europa, passando por Roma, onde o papa Eugênio III promoveu a sua reconciliação, ao contrário do esperado anulamento. A segunda filha do casal, Alice Capeto, nasceu pouco depois, mas o casamento estava perdido. Em 21 de março de 1152, no castelo de Beaugency, a união foi anulada por alegada consanguinidade e, em consequência, Leonor recuperou o controle dos seus territórios, que estava em poder da coroa francesa.

## Rainha de Inglaterra

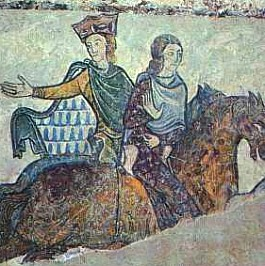
Fragmento de mural mostrando Leonor e seu filho João

Apenas semanas depois, em 18 de maio de 1152, em Poitiers, ou na Catedral de Bordeaux, Leonor casou com Henrique Plantageneta, o futuro Henrique II de Inglaterra, então Conde de Anjou, onze anos mais novo do que ela. Henrique era filho de Matilde de Inglaterra, herdeira do pai Henrique I de Inglaterra, filho do rei Guilherme, o Conquistador, duque da Normandia e primeiro rei normando da Inglaterra, cujo ancestral era o viquingue Rolão. Assim como com Luís, Leonor tinha parentesco Henrique, como primos do terceiro grau.
A relação dos dois pode ter começado antes da união aos olhos da Igreja, como sugere o nascimento ainda no mesmo ano de 1152 de Guilherme, o primeiro filho do casal.
O casal foi coroado rei e rainha de Inglaterra na Abadia de Westminster, em 19 de de dezembro de 1154.
No fim da década de 1160, Leonor separou-se de Henrique e retirou-se para a Aquitânia, possivelmente devido aos casos extra-matrimoniais do marido ou da sua insistência em interferir nos assuntos do ducado de Leonor. A reconciliação nunca chegou e, em 1173 Leonor e os seus três filhos mais velhos Henrique, o Jovem, (1155–1183), Ricardo Coração de Leão e Godofredo revoltaram-se contra Henrique II — com o apoio de Luís VII, rei da França e ex-marido de Leonor. A rebelião familiar gerou outras revoltas em Poitou e motins dos vassalos do rei em grande parte de seus feudos.

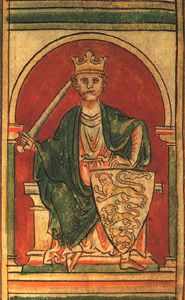
Ricardo Coração de Leão

Henrique II conseguiu controlar a situação e perdoou os filhos. No entanto, mandou prender Leonor que, acusada de ser a instigadora do complô, permaneceu encarcerada por 16 anos, primeiro no Castelo de Chinon, depois em Salisbury, entre outros castelos da Inglaterra.
Em 1189, com a morte do marido e ascensão ao trono do seu filho Ricardo, Leonor é libertada e, com a partida de Ricardo para a Terceira Cruzada (1189–1192), tornou-se a regente da Inglaterra.
Leonor morreu em 1204 e encontra-se sepultada na Abadia de Fontevraud, junto de Henrique II e Ricardo I.

## Descendência
De seu primeiro casamento com Luís VII de França, tiveram duas filhas:
- Maria de França (1145–1198), casou-se em 1164 com conde Henrique I de Champanhe e de Troyes, com descendência;
- Alice de França (1151–1198), casou-se em 1164 com o conde Teobaldo V de Blois e de Chartres, com descendência.

De seu segundo casamento com Henrique II de Inglaterra, tiveram oito filhos:
- Guilherme IX, Conde de Poitiers (1153–1156), morreu aos três anos de convulsões;
- Henrique, Co-Rei de Inglaterra (1155–1183), casou-se com Margarida de França, sem descendência sobrevivente;
- Matilde, Duquesa da Saxônia (1156–1189), casou-se com Henrique, o Leão, Duque da Saxônia e da Baviera, com descendência;
- Ricardo I de Inglaterra (1157–1199), casou-se com Berengária de Navarra, sem descendência legítima;
- Godofredo II, Duque da Bretanha (1158–1186), casou-se com Constança, Duquesa da Bretanha, com descendência;
- Leonor, Rainha de Castela (1162–1214), casou-se com Afonso VIII de Castela, com descendência;
- Joana, Rainha da Sicília (1165–1199), casou-se pela primeira vez com Guilherme II da Sicília, sem descendência sobrevivente. Casou-se pela segunda vez com Raimundo VI de Toulouse, com descendência;
- João de Inglaterra (1166–1216), casou-se com Isabel de Angoulême, com descendência.

Leonor da Aquitânia foi avó de Henrique III de Inglaterra, bisavó de Eduardo I de Inglaterra, trisavó de Eduardo II de Inglaterra, tetravó de Eduardo III de Inglaterra, pentavó de Ricardo II de Inglaterra. E é ancestral de todos os monarcas britânicos das dinastias subsequentes à plantageneta, de todos os reis da Casa de Lencastre e da Casa de Iorque, ambas ramos da dinastia plantageneta. Assim como da Dinastia Tudor, resultado da união entre os Lencastre e Iorques com origem galesa, da escocesa Casa de Stuart, da alemã Casa de Hanôver e da Casa de Windsor, inclusive do atual monarca britânico Carlos III do Reino Unido.
Através de sua filha Leonor de Inglaterra, Leonor é ancestral de todas as casas reais ibéricas e francesas. A neta de Leonor, Berengária de Castela, inseriu seu sangue na linhagem real espanhola. Sua outra neta Branca de Castela tornou Leonor ancestral de todos os reis franceses a partir de Luís IX de França e por sua neta Urraca de Castela, rainha de Portugal, todos os reis de Portugal a partir de Sancho II de Portugal, assim como a família imperial brasileira, descendem de Leonor.
E por parte de sua filha Matilde de Inglaterra, Duquesa da Saxônia, Leonor converteu-se em ancestral de dezenas de casas reais e nobres alemães, dentre elas as casas de Habsburgo, Wettin,  Wittelsbach, Hohenzollern e Hesse. Através dos descendentes alemães da rainha, seu sangue foi levado para as famílias reais escandinavas.
Por outras linhagens, Leonor também é ancestral da maioria das casas reais e nobres italianas e eslavas.

## Na cultura popular

### Filmes
Leonor foi representada nos seguintes filmes:
- O Leão no Inverno, filme de 1968, baseado na peça de mesmo nome de James Goldman, no qual é interpretada por Katharine Hepburn;
- O Leão no Inverno (The Lion in Winter (2003)), filme para televisão, refilmagem do filme de 1968. A atriz que a interpreta é Glenn Close;
- Becket, baseado na peça de mesmo nome de Jean Anouilh, no qual é representada por Pamela Brown.
- Aparece em várias versões das história de Ivanhoe e Robin Hood:
  - The Story of Robin Hood and His Merrie Men, interpretada pela argentina Martita Hunt;
  - No filme de 2010, Robin Hood, estreando Russell Crowe como o protagonista, Eileen Atkins a representa;
  - No filme de 2015, Richard the Lionheart: Rebellion, no qual é interpretada pela canadense Debbie Rochon.

### Televisão
Ela também foi interpretada por diversas atriz na televisão:
- Interpretada por Jill Esmond, na série da ITV de 1955, Adventures of Robin Hood, aparece nos episódios: "Queen Eleanor" e "The Deserted Castle";
- Em Ivanhoe, série de 1958 do canal britânico ITV, na qual foi representada pela inglesa Phyllis Neilson-Terry. Episódios: "The Kidnapping" e "The Princess";
- Na série da ITV de 1962, Richard the Lionheart, foi interpretada por Prudence Hyman em 4 episódios;
- Na série da BBC de 1978, The Devil's Crown, foi representada pela atriz Jane Lapotaire em 11 episódios;
- Na série da BBC de 2006, Robin Hood, no qual é interpretada por Lynda Bellingham no episódio "Treasure of the Nation".

### Livros

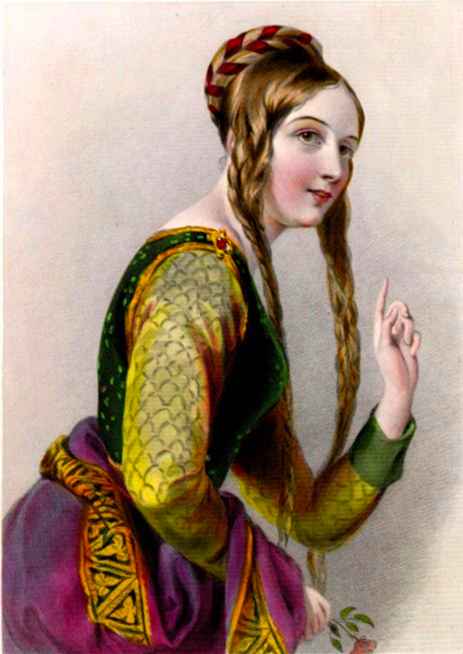
Leonor por en, no seu livro Biographical Sketches of the Queens of England, From the Norman Conquest to the Reign of Victoria; or The Royal Book of Beauty.

- Aparece nos livros  When Christ And His Saints Slept, Time and Chance, Devil's Brood, Here Be Dragons, The Queen's Man, Cruel as the Grave, Dragon's Lair, e Prince of Darkness da autora americana Sharon Kay Penman;
- Está presente na obra de 1973, A Proud Taste for Scarlet and Miniver de E. L. Konigsburg. A história ocorre no céu durante o século XX, onde Leonor, sua sogra Matilde de Inglaterra, e o cavaleiro Guilherme Marshal, 1.º Conde de Pembroke, esperam pela chegada de Henrique II. Enquanto isso, recordam-se de momentos da vida da rainha e duquesa;
- Na série The Royal Diaries de Kristiana Gregory, no livro Eleanor: Crown Jewel of Aquitaine.
- Em Lionheart and A King's Ransom de Sharon Kay Penman, que foca no reinado de Ricardo, ela é uma personagem de menor importância.
- Na Saga Plantageneta, de Jean Plaidy, o primeiro livro Prelúdio de Sangue centra a narrativa em Leonor de Aquitânia. Ela ainda aparece nos segundo e terceiros livros, respectivamente, O Crepúsculo da Águia e O Coração do Leão.
- No livro Mulheres Perigosas, no conto A Canção de Nora a qual temos a história contada do ponto de vista de sua filha Nora

### Jogos
Aparece em Civilization VI: Gathering Storm como líder da civilização francesa e como líder da civilização inglesa.

### Teatro
- O Leão no Inverno, peça de 1966 escrita pelo americano James Goldman;
- King John sobre o reinado de seu filho mais novo, João.